# Leier Eusa
Le Leier Eusa est un sloop construit à la demande de l'île d'Ouessant. 
Il représente la grande tradition maritime des pilotes d'Ouessant.

## Histoire
C'est une réplique de gabare pontée qui pratiquait le bornage et le pilotage, ancêtre direct des sloops de mer d'Iroise du siècle dernier.
Leier Eusa veut dire « pilote d'Ouessant » en breton, en hommage à la tradition du pilotage ouessantin qui arma, durant deux siècles, nombre de chaloupes et de sloops, de cabotage et de pêche côtière.
Des balades sur ce gréement traditionnel étaient proposées au départ d'Ouessant par son association gestionnaire.  
En décembre 2010 il a été racheté par un particulier et se trouve dans le port de l'île de Batz.
Le Leier Eusa participe aux nombreuses fêtes maritimes locales. Il était présent au Brest 2008.